# Feldkult

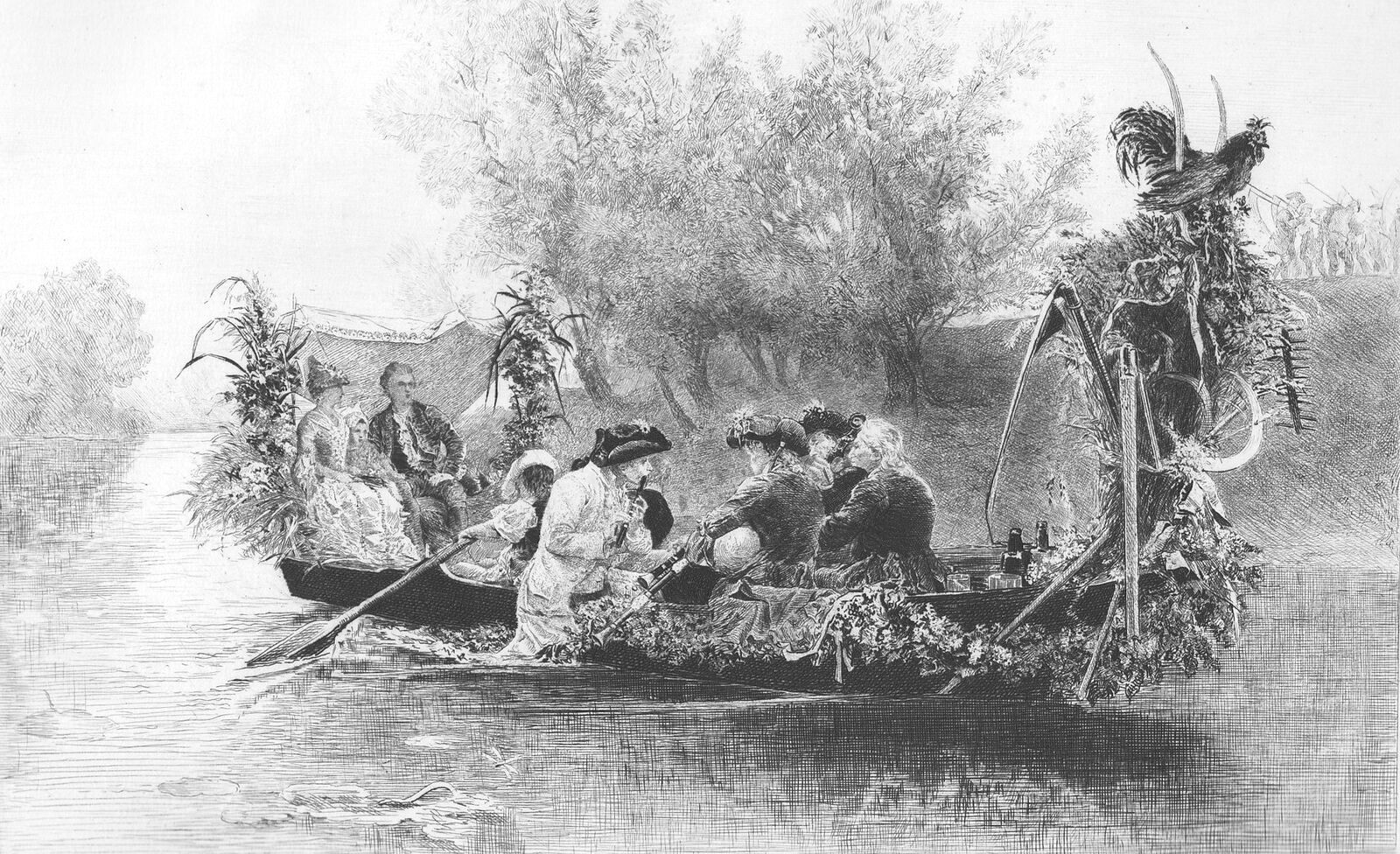
Maurice Leloir: Die letzte Garbe (1883)

Feldkult (auch Ackerkult) ist die Bezeichnung für die Verehrung besonderer, den Ackerbau beschützender sowie die Bekämpfung der diesen schädigenden Gottheiten.

## Definition
Feldkulte wurden bei allen Landwirtschaft betreibenden Völkern geübt und haben sich in bestimmten Gebräuchen bis heute fast allgemein erhalten, z. B. im Erntedankfest oder beim Fangen des in die letzte Garbe des Feldes geflohenen Kornmanns.
Die alten Ägypter verehrten den Sonnengott Osiris, dessen Leben und Sterben ihnen mit Erwachen, Leben und Vergehen der Vegetation gleichbedeutend war. Bei den Griechen bewirkte Persephone das Wachstum des Getreides, während es Demeter beschützte. Bei den Römern war der Feldkult am weitesten ausgebildet. Sie glaubten, dass jeder einzelne Wachstumsperiode der Kulturpflanzen von einem besonderen Gott oder einer besonderen Göttin behütet werde, dass es aber auch feindliche Götter gebe, wie die Brandgöttin Robigo und einen Dornengott, die durch besondere Opfer besänftigt werden müssten.
Überreste dieser sowie deutscher heidnischer Gebräuche sind besonders in katholischen Gegenden noch erhalten: Bittgänge, Prozessionen, z. B. zur Beseitigung von Dürren und Überschwemmungen (Nässe), im Mai- und Johannisfest. Auch der Glaube an bestimmte Geister, die das Leben der Kulturpflanzen in Person darstellten, gehört hierher. So gab es bei den Peruanern eine Mais- und eine Kartoffelmutter und bereits bei den Germanen eine Roggenmuhme, die mutwilliges Ausraufen von Ähren bestrafte. Diesen Geistern wirkten aber auch feindliche Dämonen entgegen. Zu diesen gehörten der Bilmesschnitter (Bilwis), manchmal auch als Teufel bezeichnet, der das Getreide durchwandert und durch kleine, an den Zehen befestigte Sicheln die besten Halme herausschneidet. Außerdem gab es den Roggenwolf, der bei Wind Wellen ins Getreide schlägt und die Halme knickt sowie das Mutterkorn hervorruft (Wolfszähne), daneben der Tauschlepper usw. Im Norden säte Loki Lolch unter das Getreide.